# Dōtonbori

Panorámica nocturna de Dōtonbori, Osaka.

Dōtonbori (en japonés: 道頓堀?) es una de las principales avenidas de Osaka (Japón), ubicada en el sureño distrito de Namba, que atraviesa todo el canal fluvial de Dōtonbori desde el puente Dōtonboribashi hasta el puente Nipponbashi. Se trata del mayor centro comercial y turístico de la ciudad, conocido por su vida nocturna, carteles luminosos y múltiples restaurantes.

## Historia
La construcción de Dōtonbori se remonta a 1612: un comerciante de Osaka, Yasui Dōton, propuso conectar a través de un canal de navegación los ríos Umezu (que atravesaba la ciudad de este a oeste) y Yokobori (de norte a sur), con el objetivo de impulsar el negocio local. El proyecto quedó paralizado cuando Dōton falleció durante la defensa de Toyotomi Hideyori en el sitio de Osaka, pero sus herederos retomaron la idea y la obra fue inaugurada en 1615. El nuevo señor del castillo de Osaka, Tadaki Matsudaira, nombró a la vía «Dōtonbori» (en español, «canal de Dōton») en honor a su impulsor.
La personalidad del canal comenzó a definirse en 1621, cuando el shogunato Tokugawa construyó a su alrededor la avenida del entretenimiento en el primer plan urbanístico de Osaka. En menos de cinco décadas, la vía ya contaba con seis teatros kabuki, cinco teatros bunraku y el primer espectáculo de marionetas karakuri. Además, se abrieron varios restaurantes y cafeterías en las calles adyacentes.
La avenida ha tenido que ser reconstruida en dos ocasiones: tras el terremoto de Hōei de 1707 y al final de la Segunda Guerra Mundial. A mediados del siglo XX, Dōtonbori se ha transformado en el principal centro de vida nocturna de la ciudad; los teatros tradicionales han dejado paso a centros comerciales, salas de cine, carteles luminosos, karaokes y restaurantes temáticos, con un aumento del turismo internacional.
Cerca de Dōtonbori se encuentran los distritos comerciales de Shinsaibashi, Nipponbashi y Amerikamura.

## Atractivos turísticos

### Restaurantes

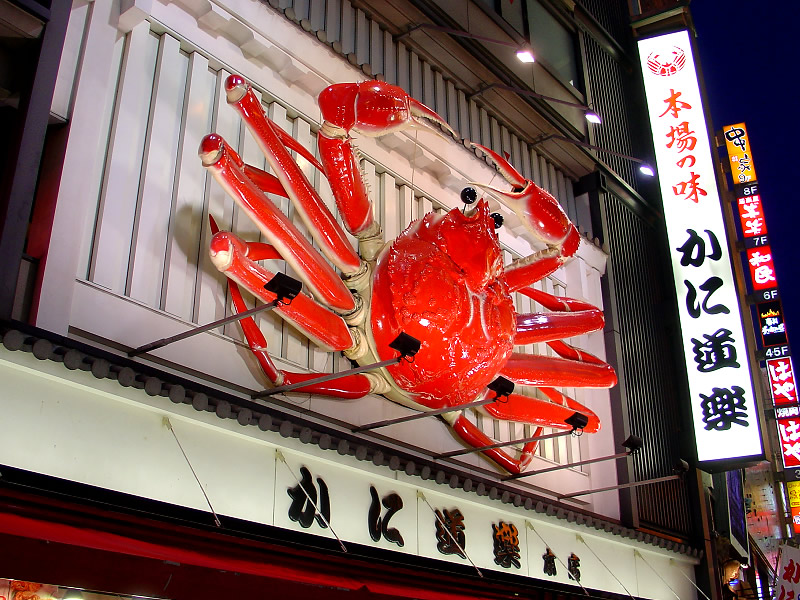
Cartel de Kani Dōraku, restaurante especializado en carne de cangrejo.

Dōtonbori está considerada el epicentro gastronómico de Osaka por los numerosos restaurantes, izakayas, cafeterías y puestos de comida callejera que acoge. La ciudad ha dado origen a la palabra Kuidaore (食い倒れ?), que en español podría traducirse por «comer hasta arruinarse», y que procede de un proverbio nipón: «viste kimono hasta caer en Kioto, come hasta caer arruinado en Osaka».
Existen platos de la cocina japonesa directamente asociados a Osaka, tales como el okonomiyaki y negiyaki (masa cocinada a la plancha), takoyaki (buñuelos rellenos de pulpo), kani (carne de cangrejo), kushiage (brochetas fritas), tsukune (brochetas de albóndiga de pollo), kitsune udon (fideos udon con tofu) y yakiniku (carne a la parrilla). Muchos restaurantes orientados al turismo internacional ofrecen platos típicos de la región de Kansai.
Hay negocios famosos por los carteles que pretenden llamar la atención del peatón. El Kani Dōraku, especializado en carne de cangrejo, es célebre por el cangrejo móvil que decora su fachada, mientras que el Zubora-ya tiene un pez fugu flotante a su entrada. Otro personaje famoso es Kuidaore Taro: a pesar de que el restaurante Cui-daoré ya ha cerrado sus puertas, el muñeco mecánico que recibía a los comensales en la puerta se ha mantenido como atractivo turístico.
La avenida acoge también las principales franquicias internacionales de comida rápida, entre ellas McDonald's, Starbucks, KFC y Lotteria.

### Carteles luminosos

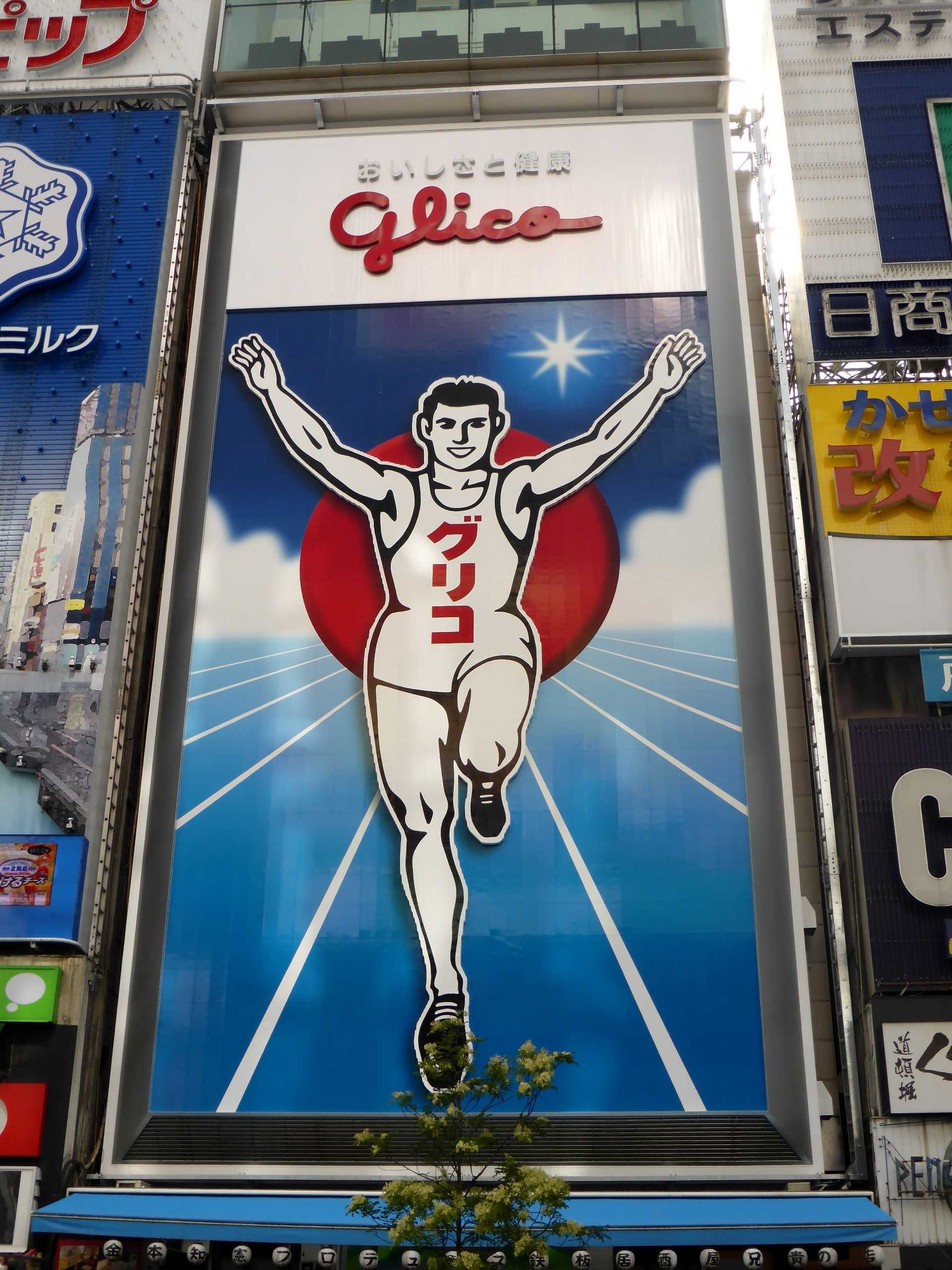
Glico Man, cartel de neón de Glico.

Los edificios que flanquean el canal Dōtonbori están cubiertos por llamativos carteles publicitarios de neón que refuerzan la vida nocturna de la avenida.
El cartel más célebre es Glico Man, símbolo de la empresa local de alimentación Ezaki Glico, que muestra a un corredor de fondo gigante sobre una pista de atletismo azul y el skyline de Osaka. El cartel original fue instalado en 1935 y medía 33 metros de altura, aunque el actual ha visto reducido su tamaño a 20 metros de alto por 10 de ancho. A veces se ha modificado temporalmente para campañas publicitarias especiales o para apoyar a Hanshin Tigers (equipo de béisbol local) y a la selección de fútbol de Japón.

### Puentes
El otro estandarte de Dōtonbori son los puentes que atraviesan el canal de navegación. Los principales de Dōtonboribashi y Nipponbashi, que marcan el principio y final de la avenida, están abiertos al tráfico de vehículos. Otros como Tazaemonbashi y Aiaibashi son exclusivamente peatonales
El puente Ebisubashi, situado enfrente del cartel de Glico, suele ser un punto de encuentro para osaqueños y turistas. Aunque está prohibido que la gente se tire al río, algunas personas desoyen la advertencia para celebrar éxitos deportivos. El lugar ha dado origen a una de las leyendas urbanas más conocidas del béisbol, la llamada «maldición del Coronel», cuando en 1985 unos aficionados de Hanshin Tigers tiraron al agua una escultura publicitaria del Coronel Sanders para celebrar el título de la Serie de Japón. El ayuntamiento no dio con la estatua hasta 2009, en una operación de limpieza del canal.